# Nevarni let
Nevarni let (v izvirniku angleško Plane) je ameriški akcijski triler režiserja Jean-Françoisa Richeta, ki je izšel v začetku leta 2023 v distribuciji Lionsgate Films. Zgodba govori o komercialnem pilotu in zaporniku, ki združita moči, da bi rešila potnike s tropskega otoka, na katerem so zasilno pristali. V glavnih vlogah so zaigrali Gerard Butler, Mike Colter, Yoson An in Tony Goldwyn.
Kritiki so ga opisali kot precej povprečen akcijski film, s predvajanjem v kinodvoranah po svetu je prinesel nekaj več kot 33 milijonov USD prihodka.

## Zgodba
Nekdanji vojaški pilot pri RAF, zdaj pilot komercialnih potniških letal Brodie Torrance, poveljuje letu 119 družbe Trailblazer Airlines iz Singapurja v Honolulu s predvidenim postankom v Tokiu. Nad Južnokitajskim morjem je letalo poškodovano v nevihti, zaradi česar je prisiljen pristati na nekem otoku, za katerega se kasneje izkaže, da je filipinski otok Jolo. Med pristajanjem zaradi premetavanja umreta ena od stevardes in policist, ki spremlja osumljenca umora Louisa Gaspareja na sojenje.
V New Yorku upravni odbor Trailblazerja pokliče kriznega menedžerja Scarsdalea. Ta pošlje odred plačancev na reševalno misijo, saj Jolo nadzorujejo protivladni uporniki in filipinska vlada ni pripravljena poslati vojske. Brodie odide v džunglo iskat pomoč, s seboj vzame Gaspareja, za katerega se izkaže, da je nekdanji pripadnik Francoske tujske legije. Najdeta opuščeno skladišče, od koder Brodie uspe po telefonu priklicati podjetje, toda telefonistka mu ne verjame in ga ne zveže s kriznim štabom. Namesto tega pokliče hčer v Honolulu in ji pove približno lokacijo, nato pa klic prekine oborožen pripadnik upornikov, ki ga Brodie v spopadu onesposobi. Z Gasparejem kasneje najdeta sobo, kjer so uporniki snemali videe s talci. Pohitita nazaj k letalu, vendar ju prehiti lokalni voditelj Datu Junmar, ki zajame potnike in posadko za talce, za katere namerava dobiti veliko vsoto odkupnin.
Skupina odide, za seboj pusti le dva člana, ki pregledujeta okolico. Brodie in Gaspare ju presenetita in izvesta lokacijo naselbine upornikov. Brodie se nameni rešiti potnike, za katere je odgovoren, zato se odpeljeta, pusti le sporočilo reševalni ekipi o tem, kaj se je zgodilo. V naselbini potihoma pobijeta stražarje in pretihotapita vse talce na minibus, vendar jima pot blokirajo uporniki. Zato se Brodie odloči, da jih bo zamotil. Tik preden ga usmrtijo, prispejo Scarsdaleovi plačanci in v spopadu prizadanejo Junmarjevim možem hude izgube.
Nazaj pri letalu se Brodie in njegov kopilot Samuel Dele odločita, da bosta ponovno usposobila letalo. Vsi se vkrcajo in pripravijo za vzlet, medtem pa plačanci in Gaspare zadržujejo Junmarjeve sile. Med spopadom Gaspare pove, da ne namerava z njimi. Tik preden vzletijo, se jih nameni Junmar z enim od svojih preostalih mož sestreliti z ročnim granatometom, a jima načrte prekriža Gaspare, nato pa izgine v džungli s torbo denarja, ki so ga prinesli plačanci za odkupnino.
Letalo je zelo poškodovano, a Brodieju uspe poleteti do sosednjega otoka Siasi, kjer jih končno rešijo vladne službe. Brodie si je prislužil hvaležnost vseh.

## Igralska zasedba
- Gerard Butler kot Brodie Torrance, pilot komercialnega potniškega letala
- Mike Colter kot Louis Gaspare, nekdanji pripadnik Francoske tujske legije, obsojen umora
- Yoson An kot Samuel Dele, Torranceov kopilot
- Tony Goldwyn kot Scarsdale, nekdanji častnik ameriških specialcev, ki vodi reševanje
- Daniella Pineda kot Bonnie Lane, glavna stevardesa
- Paul Ben-Victor kot Terry Hampton, lastnik letalske družbe
- Remi Adeleke kot Shellback, vodja plačancev, ki so poslani v pomoč
- Joey Slotnick kot Matt Sinclair, vzkipljivi poslovnež, en od potnikov
- Evan Dane Taylor kot Datu Junmar, lokalni voditelj upornikov na otoku
- Claro De Los Reyes kot Hajan, Junmarjeva desna roka
- Kelly Gale kot Katie, švedska potnica, Briejina prijateljica
- Lilly Krug kot Brie, potnica in vplivnica na družbenih omrežjih

## Produkcija
13. julija 2016 je družba MadRiver Pictures odkupila pravice za zgodbo od pisatelja Charlesa Cumminga, oznanjeno je bilo, da bodo film producirali Marc Butan, Lorenzo di Bonaventura in Mark Vahradian. Oktobra 2019 je prišla v javnost vest, da se je igralski zasedbi pridružil Gerard Butler, ki bo imel tudi vlogo enega od producentov.
Novembra 2019 je pravice za distribucijo odkupilo podjetje Lionsgate Films, ki pa je projekt opustilo, ker mu ni uspelo dobiti zavarovanja, ki bi pokrivalo izbruh covida-19 brez ogrožanja 50-milijonskega proračuna. Pravice je nato prevzelo podjetje Solstice Studios. Vendar pa je Lionsgate maja 2021 ponovno prevzel pravice za Nevarni let, kar je novinar revije Deadline Hollywood opisal kot »primer visokoprofilne hollywoodske odbojke«.
Avgusta 2021 so se igralski zasedbi pridružili Kelly Gale, Mike Colter, Daniella Pineda, Yoson An, Remi Adeleke, Haleigh Hekking, Lilly Krug, Joey Slotnick in Oliver Trevena. Še istega meseca se je pričela produkcija v Portoriku. Michael Cho, Tim Lee, Gary Raskin, Alastair Burlingame in Vicki Dee Rock so se pridružili kot izvršni producenti.

## Izid in odziv
Film je prišel v ameriške kinematografe 13. januarja 2023 v distribuciji Lionsgate. Do 2. februarja je prinesel 26,7 milijona USD prihodkov v ZDA in Kanadi, skupaj po vsem svetu pa 33,5 milijona.
Na spletišču Rotten Tomatoes, ki zbira in povpreči recenzije, je povzet konsenz kritikov, da gre za povprečen akcijski triler, ki ga nekoliko rešuje glavni igralec. Na družbenih omrežjih je bil deležen posmeha zaradi trapastega naslova.